# Peter in Petra
Peter in Petra je slovenski komični film iz leta 1996 v režiji in po scenariju Boštjana Vrhovca po scenariju Franca Arka. Peter po več praznih očetovih obljubah sam obišče prijatelja Zorana, ki se je odselil. 

## Igralci
- Ludvik Bagari kot policist
- Vojko Belšak kot Lojze
- Danilo Benedičič kot dežurni policist
- Polde Bibič kot Potokar
- Demeter Bitenc kot Dore
- Gašper Bratina kot Zoran
- Bojan Emeršič kot Petrov oče
- Nina Ivanič kot Tina
- Tanja Korošec kot Petra
- Marko Okorn kot direktor
- Bernarda Oman kot Zoranova mati
- Majda Potokar kot Potokarjeva
- Janez Škof kot ropar
- Sebastjan Šoba kot Peter
- Jernej Šugman kot policist
- Aljoša Ternovšek kot črpalkar
- Violeta Tomič kot Janezova mati
- Borut Veselko kot Zoranov oče
- Goran Vuljič kot Janez
- Judita Zidar kot Petrova mama